# Za Rabsztynem
Za Rabsztynem, Pod Rabsztynem – duża polana w Pieninach Czorsztyńskich. Należy do wsi Sromowce Wyżne w województwie małopolskim, w powiecie nowotarskim, w gminie Czorsztyn. Znajduje się na południowych stokach głównego grzbietu Pienin Czorsztyńskich, po północno-wschodniej stronie skały Rabsztyn.
Polana położona jest na wysokości około 680–730 m. Jest prywatną własnością, ale znajduje się na obszarze Pienińskiego Parku Narodowego i gospodarka na niej podlega kontroli parku. Dzięki specyficznym warunkom glebowym, klimatycznym i geograficznym łąki i polany Pienińskiego Parku Narodowego są siedliskiem bardzo bogatym gatunkowo. W latach 1987–1988 znaleziono tu dwa rzadkie, w Polsce zagrożone wyginięciem gatunki porostów: złotlinka jaskrawa Vulpicida pinastri i pawężnica rozłożysta Peltigera horizontalis.
Nieco powyżej polany Za Rabsztynem znajduje się niewielka polana Roplichła.